# Nelly Duggan
Nelly Duggan (Venado Tuerto, Santa Fe; 6 de mayo de 1930 - Buenos Aires, Argentina; 1 de mayo de 2018) fue una actriz argentina de cine, teatro y televisión.

## Biografía
Nacida en la localidad santafesina de Venado Tuerto en 1930, fruto del matrimonio de Nélida Frank y Alberto Alonso. Junto con su familia se trasladó desde muy chica a Pergamino, provincia de Buenos Aires, donde cursó sus estudios primarios en la Nuestra Señora del Huerto y tomó clases de piano. Su abuela materna, Ana Lamarque, era pariente de Gaudencio Lamarque, el padre de Libertad Lamarque.
Tras dar una prueba ante Eddy Kay y Guido Merico, directores musical y artístico, respectivamente, de la confitería Goyescas, fue contratada para cantar en ese local. Para luego ser contratada con exclusividad por Radio Splendid, donde interpretó su repertorio bajo el acompañamiento del maestro Domingo Marafiotti, y posteriormente en Radio El Mundo, junto a Lita Landi, Ana María Olmedo y Helena de Torres.

## Carrera
Duggan fue una bella y brillante actriz y cancionista que incursionó  en la pantalla grande en unas 6 películas, junto a actores de la talla de Ángel Magaña, Carlos Rinaldi, Osvaldo Miranda, Pedro López Lagar, Norma Giménez, Alberto Closas, Pepe Arias, Juan Carlos Barbieri, Sabina Olmos, Alberto Bello, Zoe Ducós Ignacio de Soroa y Susana Freyre.
Entre 1946 y 1947 trabajó como actriz radial en el radioteatro Historia de Una Mala Mujer, junto a  Rosa Rosen, Osvaldo Miranda y Claudio Rodríguez Leiva. Con  dirección de Armando Discepolo, por LR1 Radio El Mundo.
También trabajó como figura publicitaria de famosas marcas de la época como fueron los cigarrillos Wilton o los jabones Lux.
Entre 1975 y 1983 estuvo radicada en México donde transmitió por Canal 2 el Espectacular de Nelly Duggan y trabajó  con el gran capocómico Cantinflas. En la televisión argentina figuró durante varios  años en El Viejo Almacén.

### Filmografía
- 1948: La novia de la Marina
- 1948: Rodríguez supernumerario
- 1948: Tierra del Fuego
- 1949: La cuna vacía
- 1958: Alto Paraná
- 1958: De Londres llegó un tutor[6]

### Como cancionista
Dueña de una gran voz, desde los 15 años cantó música melódica y se puede apreciar su gran potencial en la interpretación de los temas de la banda sonora de la película Alto Paraná. Duggan se inició de la mano del músico Edmundo Rivero quien la llevó a aprender sobre el mundo del tango.
Hizo una importante carrera tanto en Argentina como en México, donde actuó con artistas como Stella Maris, Raúl Carrel, Angela María, Jorge Hilton, Morenita Galé y  Tito Perlo.
Hizo también una grabación de un show para la televisión mexicana y canales hispanos en Estados Unidos.
Trabajó en 1978 en el Café-concert Fhiesta Concert. con el acompañamiento de Osvaldo Requena y su conjunto en la que se encontraban Leopoldo Federico,  J.Carlos Bera  y Antonio Principe, entre muchos otros. Con Raquena grabó  varios temas en  los Studio Records (CABAL). También realizó giras por Chile y Perú.
Entre algunas de sus interpretaciones se destacan:
- Hermano México
- Nostalgias
- Los Ejes de mi Carreta
- Tinta roja
- Milonga de mis amores
- Vamos todavía
- Sur
- Sueño de barrilete
- Pequeña
- Muñeca brava
- Así se canta el tango
- Che Gardel
- Alto Paraná
- Virgencita del río

## Vida privada
Duggan estuvo casada con Alejandro Ubertini en primeras nupcias y con el autor de varios de sus tangos, Alejandro Di Fonzo, famoso por componer los temas Once Rosas, Puerto español y En el recuerdo, quien falleció el 22 de agosto de 2013.